# Lehmstedt-Tanasescu反应
Lehmstedt-Tanasescu反应（Lehmstedt-Tanasescu reaction）
通过用2-硝基苯甲醛 (1)与芳香族化合物 (2)一锅合成吖啶酮衍生物 (3)。
反应以德国化学家 Kurt Lehmstedt 和罗马尼亚化学家 Ioan Tănăsescu 的名字命名。

## 反应机理
2-硝基苯甲醛在硫酸等作用下发生质子化，生成的质子化形体受到苯环的亲电进攻，生成二芳甲醇中间体 (6)。它接下来发生分子内环化、去氧，得 (8)。 (8) 用亚硝酸处理，产生 N-亚硝基中间体，环化为吖啶酮。最后，酸水解除去亚硝基。